# 中国学术职位级别
中国的学术职位级别是中国高等教育机构中教职人员的职务、职称和行政级别。在中国内地高校中最为常见的为教授、副教授、讲师和助教四档职务级别。

## 历史
中华人民共和国成立之初，高校基本上认可并沿用中华民国时期原有高等学校系统的教师职务管理制度，同时借鉴前苏联的管理模式，实行技术职务任命制和职务等级工资制。高等学校的教师职务分为教授、副教授、讲师、教员、助教五级。
1960年2月，中国国务院通过了《国务院关于高等学校教师职务名称及其确定与提升办法的暂行规定》。3月7日，中国教育部又印发了《关于执行〈国务院关于高等学校教师职务名称及其确定与提升办法的暂行规定〉的实施办法》，规定了高等学校教师职务的名称以及教师职务的确定与提升的条件，把高等学校教师职务名称分为：教授、副教授、讲师、助教四级。
“文化大革命”十年期间，高校教师职务工作全部停止。1977年9月，邓小平在《教育战线的拨乱反正问题》中提出：“大专院校也应恢复教授、讲师、助教等职称”。1978年2月13日，教育部向国务院提交了《关于高等学校恢复和提升教师职务问题的请示报告》，要求恢复执行1960年国务院颁发的《关于高等学校教师职务名称及其确定与提升办法的暂行规定》。3月7日，国务院批转了该报告，中国高校开始全面恢复实行教师职务管理制度，对原来已确定提升为教授、副教授、讲师、助教职称的教师，一律恢复其职称即专业技术职务名称。
1986年2月，国务院发布《关于实行专业技术职务聘任制度的规定》，开始探索建立专业技术职务聘任制度。其中规定专业技术职务设高、中、初三级，也可以只设中、初两级或只设初级。随后国家教委出台了《高等学校教师职务试行条例》、《关于〈高等学校教师职务试行条例〉的实施意见》等文件，提出高校实行教师职务聘任制度，国家根据各级各类高校教师职务岗位设置的需要，确定各级教师职务的结构比例和指标。
1993年10月，中国颁布了《中华人民共和国教师法》，规定“国家实行教师职务制度”。1998年颁布的《高等教育法》第47条规定：“高等学校实行教师职务制度。高等学校教师职务根据学校所承担的教学、科学研究等任务的需要设置。教师职务设助教、讲师、副教授、教授。”同时还规定，高等学校实行教师聘任制。1999年，教育部颁布《关于当前深化高校人事分配制度改革的若干意见》，明确提出高等学校推行教师职务聘任制和全员聘用合同制。
2006年7月，中华人民共和国人事部出台了《事业单位岗位设置管理试行办法》和《〈事业单位岗位设置管理试行办法〉实施意见》，明确要求事业单位实行专业技术岗位聘用制度。2007年，人事部、教育部联合颁发了《关于高等学校岗位设置管理的指导意见》，与此相适应，高校的专业技术岗位设置也分为13个等级：正高级专业技术职务包括一至四级岗位；副高级职务包括五至七级岗位；中级职务包括八至十级岗位；初级职务包括十一至十三级岗位。高等学校教师职务仍分为教授、副教授、讲师、助教。其中教授对应专业技术一至四级岗位，副教授对应专业技术五至七级岗位，讲师对应专业技术八至十级岗位，助教对应专业技术十一至十三级岗位。

## 香港地区
过去香港高校大多采用英联邦体系。近年来有部分高校转换成北美制对应的名衔。在1980和1990年代建立的高校大多数采用北美制级别，而一些像香港大学一样历史更为悠久的大学，则也从英制改为北美制。
- Professor（教授）
- Associate professor（副教授）
- Assistant professor（助理教授）
- Research assistant professor（研究助理教授）
- Lecturer（讲师）